# Opération Prijedor
Seconde Guerre mondiale
Batailles
- Invasion de l'Albanie
- Guerre italo-grecque
- Invasion de la Yougoslavie
- Opération Châtiment
- Bataille de Grèce
- Opération Abstention
- Bataille de Crète
- Campagne de la mer Noire

L'opération Prijedor est une opération anti-partisans en Croatie qui eut lieu du 18 au 27 février 1942.

## But de l'opération
La destruction des concentrations d'unités partisanes dans la région de Prijedor, située à l'Ouest de Bosanska Dubica.
| \| Prijedor Bosanska Dubica \| |
| Prijedor Bosanska Dubica       |

## Forces en présence
Forces de l'Axe
 Reich allemand
- 718e division d'infanterie (Quelques éléments en support)
- 724e Infanterie-Regiment (1 bataillon)
- 738e Infanterie-Regiment (2 bataillons)
- 750e Infanterie-Regiment (2 bataillons)

 État indépendant de Croatie
- Ustaška Obrana (1 bataillon du camp de Jasenovac)
- 1,5 batteries d'artillerie de montagne

- - Opérations anti-partisans en Croatie
  - Opération Prijedor (Infanterie-Regiment 724)

Résistance
 Partisans
- 2e détachement des partisans Krajiški (NOP) (3 bataillons)

## L'opération
Vers la mi-Février, les unités de partisans attaquent, dans la région de Prijedor, plusieurs compagnies isolées, de la 923. Landesschützen-Btl allemande (923e Bataillon de la Défense territoriale).
Le général allemand Bader, commandant en Serbie, lance immédiatement une opération afin de secourir ses troupes. Il a recours à une force essentiellement allemande qui est rapidement assemblée dans le voisinage de Bosanska Dubica. 
L'opération débute le 18 février contre les partisans qui se défendent avec une telle obstination que les colonnes de secours n'arrivent à atteindre les Allemands encerclés que le 27 février.

## Bilan
Les pertes sont relativement légères du côté allemand et croate. Ils déplorent 34 tués, 48 blessés et 15 disparus. 
Du côté des partisans on compte 189 morts, 13 blessés et 16 prisonniers .